# Supervolle Maan II
Supervolle Maan II is de 91ste aflevering van de televisieserie Zone Stad. De aflevering wordt in Vlaanderen voor het eerst uitgezonden op 21 mei 2012. 

## Inhoud
Fien Bosvoorde bevindt zich in een oud pakhuis, waar ze gekneveld wordt vastgehouden door Seppe Calpaerts en Ricco di Pavona, twee leden van de Alva-bende. Plots maakt ook Pierre D'Haese, een hoefsmid en een van de verdachten in een zaak rond sm-moorden, er zijn opwachting. Hij maakt Fien duidelijk dat zij het volgende slachtoffer wordt van de "Amis de Sade". Seppe vertelt haar nadien verstaan dat het de bedoeling is dat ze de Alva-bende veel geld oplevert: losgeld van zowel haar vader als de politie, alsook een fiks bedrag van de sadisten.
Intussen wordt op het politiebureau het lijk van een van de andere verdachten opgehaald. De man weigerde te praten met de politie en beet 's nachts zijn eigen polsen over in zijn cel. Het valt Tom en Dani op dat Fien niet op het werk verschijnt. Tom slaagt er niet in haar telefonisch te bereiken en denkt dat ze boos is omwille van de vijandelijke houding die hij tegenover haar wantrouwen rond de Alva-clan aannam. Na de werkdag gaat hij stoom afblazen bij zijn vriendin Inez en vertelt haar over de zaak. Inez zegt dat ze niet over de zaak weet, en voor Tom haar verder kan uithoren, duiken de twee in bed. Na hun avontuurtje vindt Tom een aansteker met de naam van zijn moeder Jeanine naast die van Rodrigo Alva. Hij springt terug in zijn kleren en maakt zich uit de voeten.
Terug in het pakhuis, is Fien intussen opgesloten in een ijzeren kooi. Wanneer Ricco even met haar alleen is, maakt hij van de gelegenheid gebruik om haar een laatste keer van dichtbij te bewonderen. Hij kruipt bij haar in de kooi, maar krijgt een kopstoot van Fien wanneer hij haar probeert aan te raken. Fien onderneemt een ontsnappingspoging, maar struikelt en wordt door Ricco in elkaar geslagen. Op dat moment komt Seppe binnen, die Ricco na zijn eerste slagen tegenhoudt om ergere schade te voorkomen.
Tom is teruggekeerd naar zijn appartement en doorzoekt de oude spullen van zijn moeder. Hij treft er verschillende liefdesbrieven van Rodrigo aan zijn moeder aan. Een van die brieven onthult dat Tom de zoon van Rodrigo Alva is en dat hij dus de broer is van Inez. Tom walgt van het idee dat hij een relatie heeft met zijn eigen zus, maar Inez wil met hem verdergaan. Tom wil haar echter niet meer zien.
De volgende dag verschijnt Fien nog steeds niet op het politiebureau. Dani is ongerust en vertelt Tom dat zijn partner een eigen onderzoek was begonnen naar de leden van de Alva-bende. Op dat moment komt Lucas aan samen met hoofdinspecteur Thierry De Groot van de Dienst Intern Toezicht. Lucas heeft hem ingelicht over de valse verklaring die Dani heeft afgelegd na het vluchtmisdrijf van haar toenmalige vriend Maxime. Tom verwijt Lucas dat hij erop uit is haar post als adjunct-korpschef in te pikken.
Tom krijgt telefoon van wetsdokter Lathouwers, met het nieuws dat het DNA van verdachte Pierre D'Haese is aangetroffen bij een van de slachtoffers. Tom vertrekt samen met Mike en Jimmy om hem te gaan arresteren, terwijl Dani door de DIT op de rooster wordt gelegd. Lucas maakt van het rustig moment gebruik om de schuilplaats van Seppe te achterhalen, aan de hand van het gsm-nummer dat hij een tijdje geleden via het toestel van Inez wist te bemachtigen.
Tom, Mike en Jimmy vallen binnen ten huize Pierre D'Haese, maar van de man is geen spoor te bekennen. Ze treffen er wel een schetsmap aan van verschillende sadistische sm-werktuigen. Hiermee wordt bevestigd dat D'Haese een van de kopstukken van de "Amis de Sade" is. Plots ontvangt Tom een sms van de Alva-clan, met de boodschap dat ze 150.000 euro losgeld vragen in ruil voor Fien. Ook Dani heeft slecht nieuws voor Tom: ze wordt naar alle waarschijnlijkheid gedegradeerd tot inspecteur.
Lucas klopt aan bij het pakhuis en vertelt Seppe dat hij met hem wil samenwerken om Tom uit de weg te ruimen. Fien - die zich in een andere ruimte bevindt - vangt het gesprek op en probeert de aandacht te trekken door lawaai te maken in de kooi, maar tevergeefs want Ricco gaat haar al snel opnieuw onder schot houden. Fien lijkt intussen te beseffen dat naast zij ook haar collega Tom ten dode is opgeschreven.
Tom en Dani trekken alle registers open om Fien terug te vinden. Op aandringen van Dani vraagt Tom aan Inez om hen alsnog te helpen bij het onderzoek. Intussen maakt Lucas opvallend vrolijk weer zijn opwachting op het bureau, waarbij hij een opmerking krijgt van Dani omwille van zijn onverwittigde afwezigheid. Lucas legt echter geen verklaring af en daagt haar zelfs uit door te zeggen dat het hem verbaast dat ze nog altijd op haar stoel zit, en dat dat wellicht niet lang meer zal duren. Wanneer Lucas echter hoort dat Fien door Seppe en Ricco is ontvoerd, breekt het koud zweet hem uit. Hij haast zich naar het toilet, waar hij overgeeft.
Het team houdt een briefing, waarbij de stand van zaken wordt overlopen: volgens het boek "De Sade", dat de sadisten als handleiding lijken te gebruiken, worden iedere cyclus drie mensen vermoord, te beginnen met een geestelijke en een oude vrouw, dit keer respectievelijk de jezuïete oud-leraar Latijn van Fien en het voormalige kindermeisje van haar vader. Tot slot moet tijdens supervolle maan - wat komende nacht zal plaatsvinden - een jonge vruchtbare vrouw worden vermoord. Het team gaat ervan uit dat Fien het derde slachtoffer wordt.
Terwijl het team zich op het onderzoek stort, haast Lucas zich terug naar het pakhuis. Hij vertelt Seppe dat hij weet heeft van de ontvoering van Fien en eist dat ze onmiddellijk wordt vrijgelaten. Seppe verzekert Lucas dat hij zich geen zorgen hoeft te maken en dat Fien niets zal overkomen als hij de bende niet verder voor de voeten loopt. Lucas krijgt van Seppe een opname te horen van hun gesprek rond het moordplan op Tom. Lucas beseft dat hij geen kant meer uit kan en besluit Seppe te gehoorzamen.
Op het bureau brengen Tom en Dani met behulp van Inez de door haar gekende schuilplaatsen van de Alva-bende in kaart. Het zijn er echter te veel om met de beschikbare manschappen te bestormen. Inez krijgt last van haar geweten en bekent aan Tom dat ze gelogen heeft en wel degelijk weet waar Seppe en Ricco momenteel zijn ondergedoken. Op dat moment komt Pierre met het geld over de brug en vraagt hij Seppe naar de locatie voor de moord, die volgens "De Sade" moet plaatsvinden in een kasteel. Seppe zegt de ideale plaats te hebben gevonden: het kasteel van de vader van Fien. Even later bestormt de politie het pakhuis, maar Seppe, Pierre en Fien zijn intussen al vertrokken. Ricco is wel nog aanwezig en opent het vuur op de politie. Lucas vreest dat Ricco hem zal verraden eens hij is gearresteerd. Hij besluipt Ricco en schiet hem dood met een shotgun. Tijdens een snelle doorzoeking van het pand worden enkele persoonlijke spullen van Fien en een vorig slachtoffer teruggevonden, alsook de wagen van Fien. Het team is in paniek, want men is nog slechts twee uur verwijderd van de supervolle maan.
Intussen komt Jean-Yves Bosvoorde thuis en treft hij er Seppe aan, die hem onder schot houdt en het in huis aanwezige geld eist. Jean-Yves houdt vol dat al zijn geld is ondergebracht bij de bank en Seppe reageert woedend. Hij knevelt hem en neemt hem mee naar de kelder, waar Fien is vastgebonden in een sm-outfit. Wanneer Jean-Yves een poging doet om zijn dochter te bevrijden, krijgt hij enkele rake klappen van Seppe. Pierre neemt een gloeiende pook en brandmerkt Fien met het logo van de "Amis des Sade". Seppe bedekt de ogen van haar vader tijdens deze gebeurtenis en keert ook zelf het hoofd. Fien schreeuwt het uit.
Op het bureau brengt het team de nabije kastelen in kaart, met opnieuw dezelfde vaststelling dat het onbegonnen werk is deze allemaal te doorzoeken. Inez vertelt dat ze geen weet heeft van een kasteel dat verband houdt met de Alva-bende, waarop Tom een ander motief voor de plaatskeuze zoekt. Aangezien Fien de spilfiguur in de hele zaak lijkt te zijn, is Tom ervan overtuigd dat de moord op het kasteel van Bosvoorde zal plaatsvinden. Op de weg naar het kasteel komen Tom en Dani tot de conclusie dat Seppe al van in het begin Fien in het vizier moet hebben gehad, om op die manier Tom te kunnen lokken.
Pierre heeft intussen een walgelijke opstelling voorzien, waarbij Jean-Yves blootsvoets op een smalle balk staat en Fien wordt verhangen als haar vader zijn evenwicht verliest. Pierre neemt een zweep en begint Fien toe te takelen, wanneer Seppe de sadist plots een kogel door het hoofd schiet. Intussen verschijnt Tom als eerste aan het kasteel, heimelijk achtervolgd door Lucas. Seppe verlaat de kelder en verschanst zich om Tom te kunnen vermoorden. Intussen zijn de laatste krachten van Jean-Yves op en valt hij van de balk, waardoor Fien wordt opgehangen. Tom treft hen aan in de kelder en probeert Fien te redden door het touw los te snijden. Fien kraamt nog uit dat Tom moet oppassen voor Lucas, waarna ze sterft in de armen van Tom.
Ook Lucas bevindt zich nu in het kasteel. Seppe beseft dat er naast Tom een tweede indringer is en er ontstaat een kat-en-muisspel tussen de drie. Uiteindelijk zijn het Tom en Seppe die elkaar als eerst tegen het lijf lopen. Seppe raakt Tom in de borst, terwijl hijzelf in de schouder wordt geraakt. Op het moment dat Seppe een tweede, fataal schot wil toebrengen, wordt hij doodgeschoten door Lucas. Lucas gaat op zoek naar de gsm van Seppe om zich van het laatste bewijs te ontdoen, maar kan deze niet vinden. Hij neemt een zakdoek en wil Tom - die intussen bewusteloos is - met het pistool van Seppe doodschieten, maar het blijkt ongeladen. Plots stormen Dani en de rest van het team het kasteel binnen. Lucas legt de revolver terug op zijn plek en roept om een ambulance voor Tom. Tom komt terug bij bewustzijn en kermt met tranen in zijn ogen uit dat Fien het niet gehaald heeft.
De aflevering eindigt wanneer het lijk van Fien wordt opgehaald en Tom in het bijzijn van Dani en Inez in kritieke toestand naar de ambulance wordt gebracht. Terwijl Jimmy en Els hun twijfel uitdrukken over de overlevingskansen van Tom, zit Lucas aan de zijlijn een sigaret te roken. Hij kijkt emotieloos naar de heldere hemel en volle maan.

## Cast
- Guy Van Sande - Hoofdinspecteur Tom Segers
- Lien Van de Kelder - Inspecteur Fien Bosvoorde
- Katrien Vandendries - Adjunct-korpschef Dani Wauters
- George Arrendell - Inspecteur Jimmy N'Tongo
- Peter Van Asbroeck - Inspecteur Mike Van Peel
- An Vanderstighelen - Agent Els Buyens
- Werner De Smedt - Commissaris Lucas Neefs
- Guido De Craene - Wetsdokter Mark Lathouwers
- Sandrine André - Inez Vermeulen
- Jeroen Perceval - Seppe Calpaerts
- Stefaan Degand - Ricco di Pavona
- Gene Bervoets - Jean-Yves Bosvoorde
- Wim Stevens - Hoofdinspecteur Thierry De Groot

## Trivia
Dit is de laatste aflevering met Lien Van de Kelder in de rol van Fien Bosvoorde.